# Gammakurva

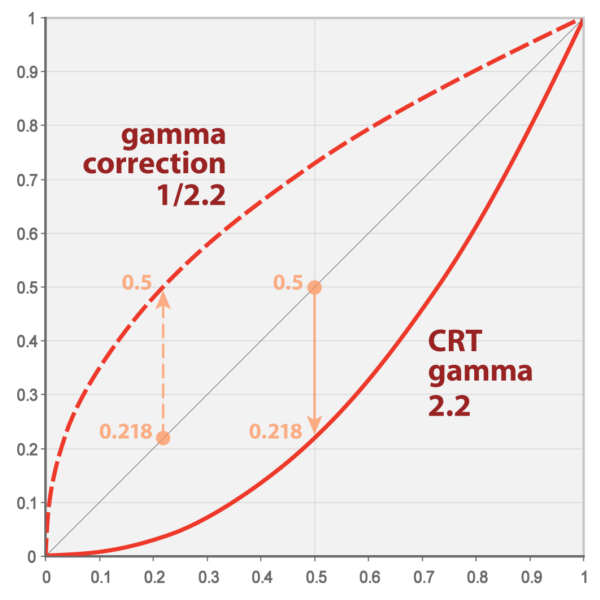
Gammakurva för CRT-skärm och korrektionskurva

Gammakurvan  är ett mått på skillnaden i ljusstyrka mellan hur människan ser någonting vs hur en apparat återger det. Människans syn uppfattar kontrasten mellan mörka toner bättre än ljusa toner, medan fotografi och video inte hanterar tonerna på samma sätt. Detta gör att man behöver korrigera bilden för att den skall se så naturtrogen ut som möjligt.
Svartvit negativfilm och färgnegativfilm för allmänt bruk har ett gammavärde på 0,6-0,7. Diapositiv som omvändningsframkallas har högre värden 1,6-1,7; filmen blir hårdare och svårare att kopiera, särskild duplikatfilm finnes men resultatet blir inte ypperligt.
Vid kopiering till särskilt omvändningspapper eller Ilfochrome sker samma typ av otillfredsställande kontrasthöjning. Detta betyder att endast motiv med låg kontrast är att rekommendera.
Med svartvit film kan fotografen framgångsrikt använda det faktum att framkallningstiden påverkar gammakurvan. Kort framkallningstid ger mjukare negativ medan längre framkallningstid ger hårdare negativ. Det är dock endast brukligt att experimentera med negativ för storformatskamera då kornstorleken annars kan bli störande för fotot vid överframkallning.
Grafisk film har som regel höga gammavärden, ibland över 1,0, och kan till och med sakna mellantoner i gråskalan.
De som använder datorprogram för fotomanipulering brukar ha ett verktyg som heter gamma till förfogande i vilket liknande justeringar kan göras.